# Grimăncăuți
Grimăncăuți è un comune della Moldavia situato nel distretto di Briceni di 4.210 abitanti al censimento del 2004.